# Ábel az országban (film)
Az Ábel az országban Tamási Áron azonos című regényéből 1994-ben bemutatott színes, két részes magyar tévéfilm, Mihályfy Sándor rendezésében. Az Ábel trilógia második része.

## Cselekmény
Ábelt, a 16 éves székely fiút a hargitai kalandjai után most Kolozsvárra vezényli a sorsa, ami egészen más világ, így itt is szüksége van a székely észjárásra. Megismerkedik egy kuruzsló fogorvossal, és vele együtt a könnyű pénzszerzés módjával, majd beleszeret a fogorvos cselédjébe, Blanka kisasszonyba.

## Szereplők
- Illyés Levente (Szakállas Ábel)
- Póka Csilla (Blanka kisasszony)
- Reviczky Gábor (Garmada úr)
- Horváth Gyula (Éliás bácsi)
- Szarvas József (Kerekes János, tanító úr)
- Héjja Sándor (Ábel apja)
- Bessenyei Emma (Zsuzsika, Ábel mostohaanyja)
- Dengyel Iván (bakter)
- Pusztai Gabriella (Sárika, a bakter lánya)
- Beregi Péter (Tatár komisszár)
- Kun Vilmos (borbély)
- Vajdai Vilmos (a borbély segédje)
- Ferenczy Csongor (Győző)
- Hollai Kálmán (rendőr)
- Schramek Géza (szerető)
- Győri Péter (nagyfogú vőlegény)
- Kiss Jenő (kalauz)
- Széles Anna (Ábel anyjának a hangja)

Valamint: Barkó György, Borhy Gergely, Botár Endre, Breyer Zoltán, Csankó Zoltán, Filó Anikó, Horváth Ibolya, Kisfalussy Bálint, Kóti Árpád, Uri István, Vasvári Emese

## Külső hivatkozások
- Ábel az országban a PORT.hu-n (magyarul)
- Ábel az országban az Internet Movie Database oldalon (angolul)
- FilmKatalógus.hu